# Innenstadt-West (Karlsruhe)

Mapa de Innenstadt-West na cidade de Karlsruhe

Innenstadt-West é um bairro de Karlsruhe. É limitado pelos bairros Innenstadt-Ost, Südweststadt, Weststadt e Nordstadt. É o centro de comércio e serviços de Karlsruhe, com 9.814 moradores (situação em 2014) onde trabalham aproximadamente 25.000 pessoas.

## Instituições
Na Innenstadt-West localizam-se diversas instituições públicas, dentre elas a prefeitura, a Stadtbibliothek Karlsruhe e a Badische Landesbibliothek. Também localizam-se no bairro diversos tribunais federais, estaduais e municipais, como:
- Tribunal de Justiça Federal da Alemanha
- Tribunal Constitucional Federal da Alemanha

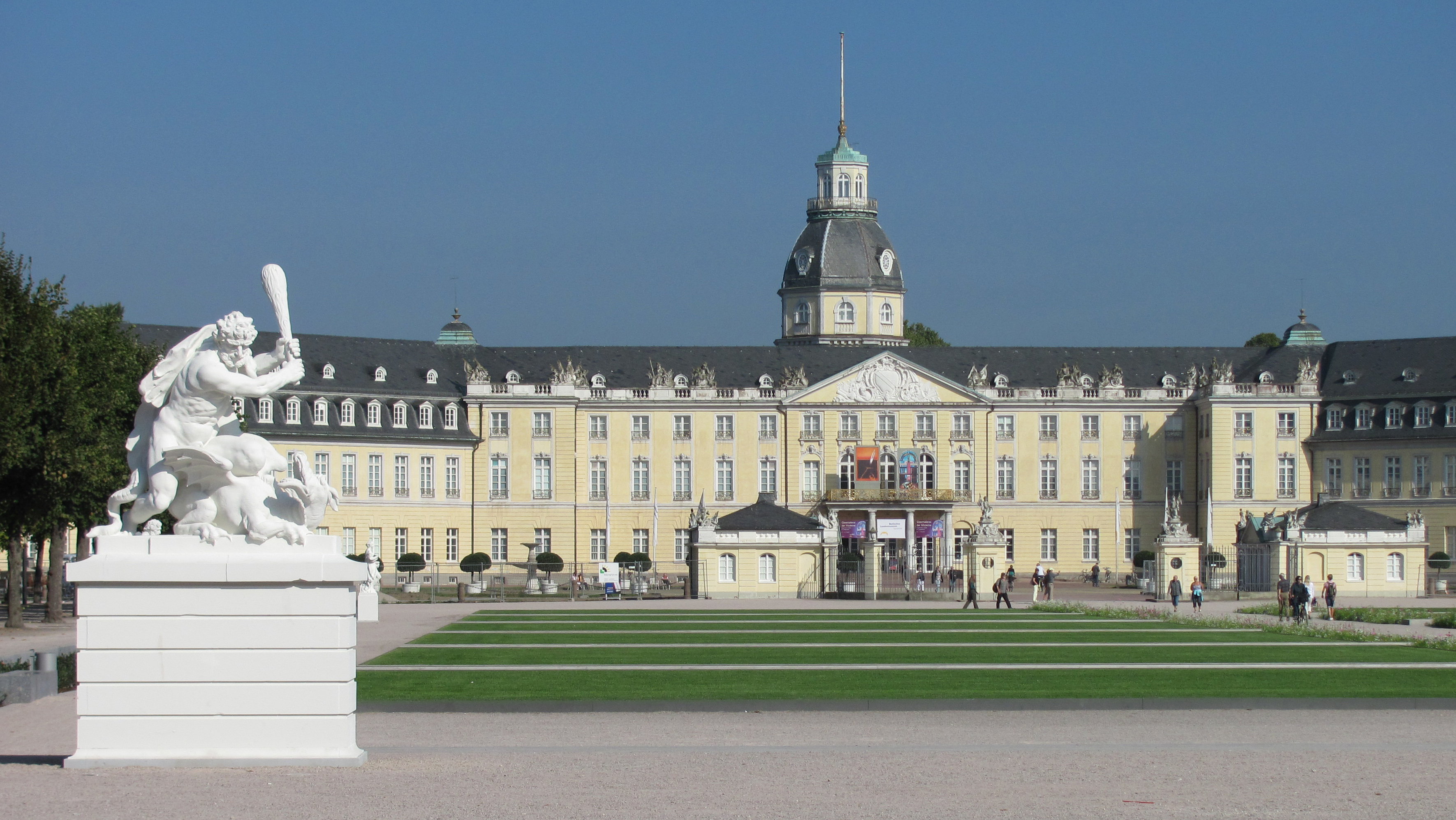
Castelo de Karlsruhe
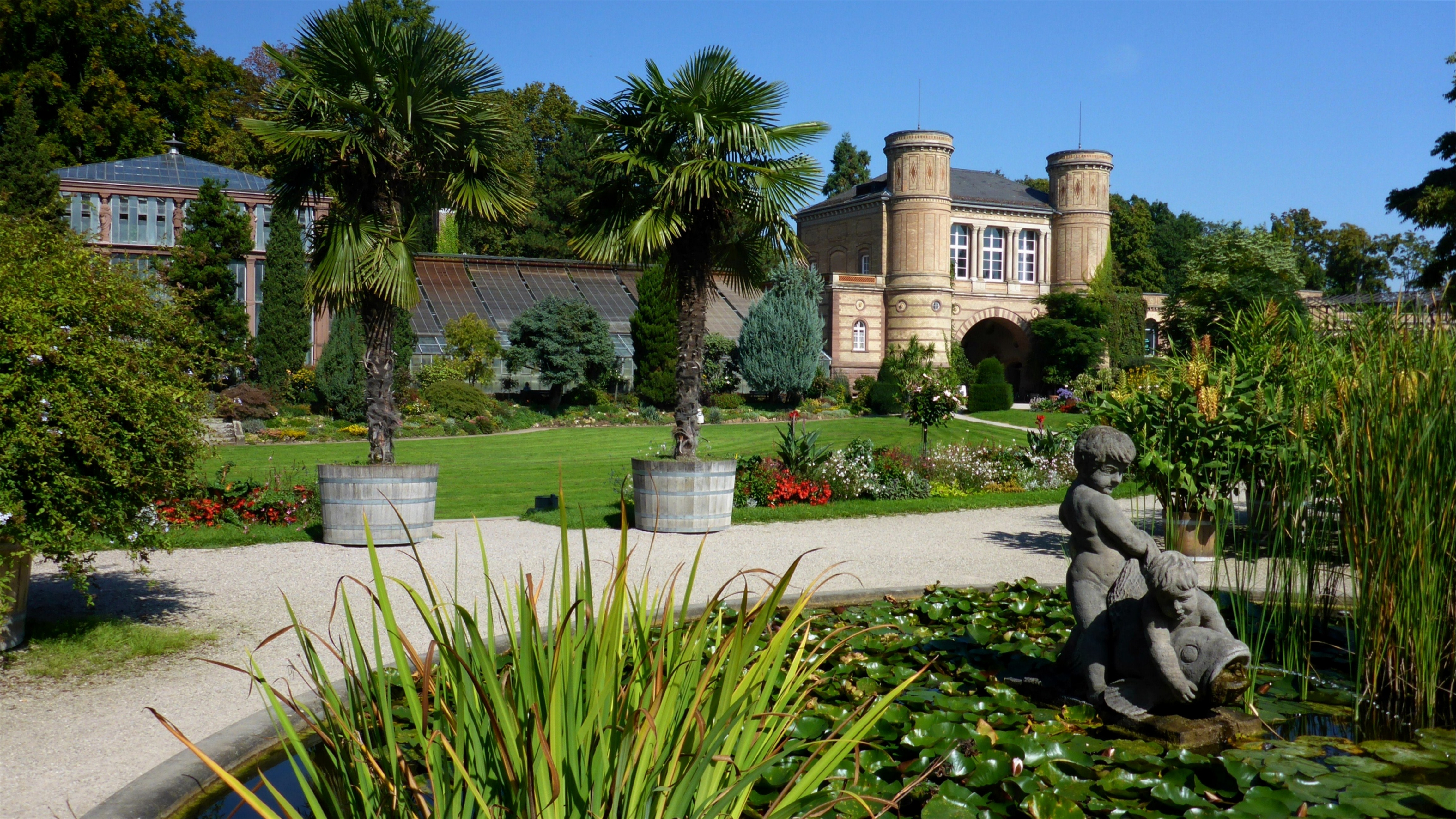
Botanischer Garten
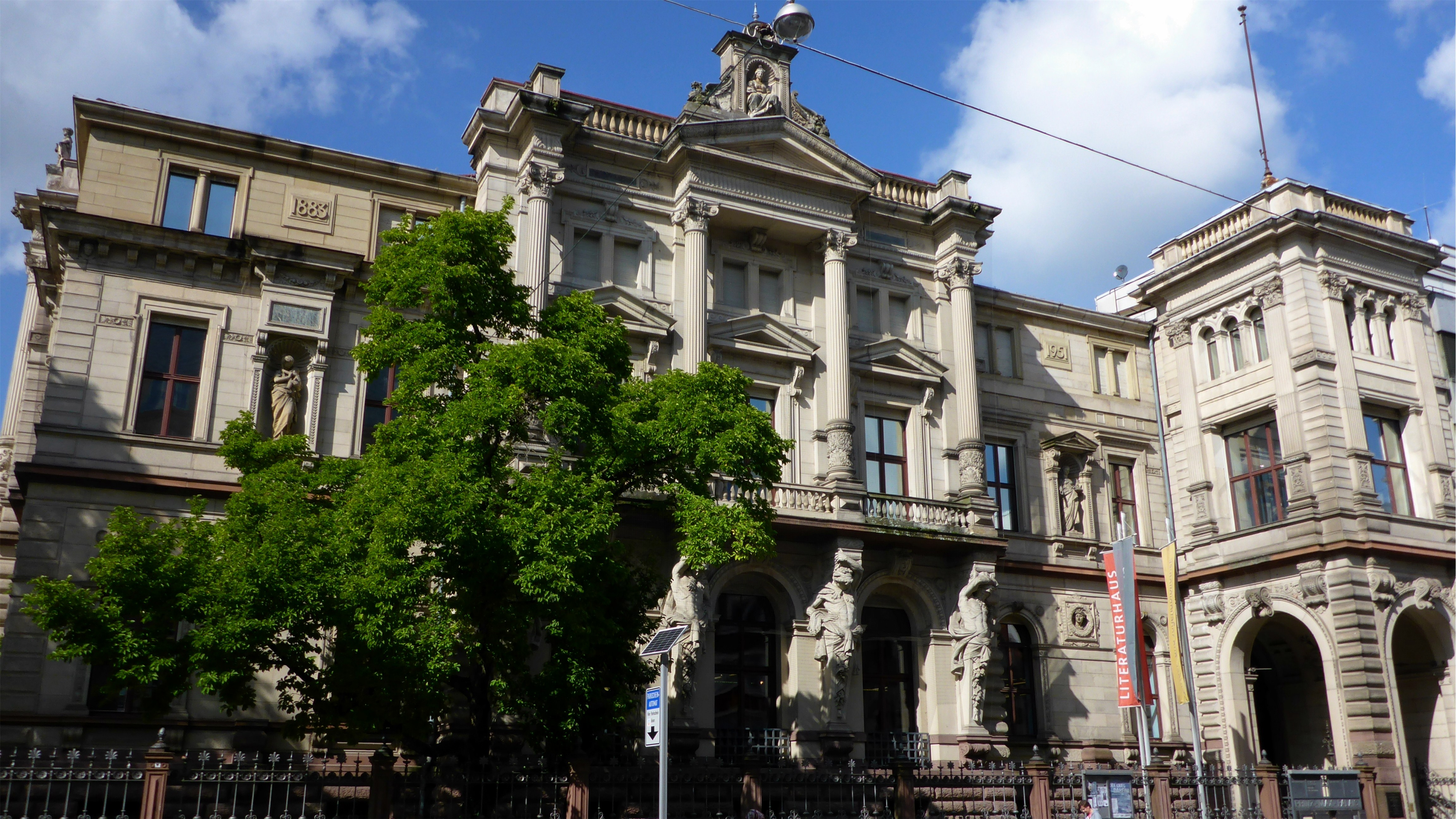
Palácio Príncipe Max von Baden
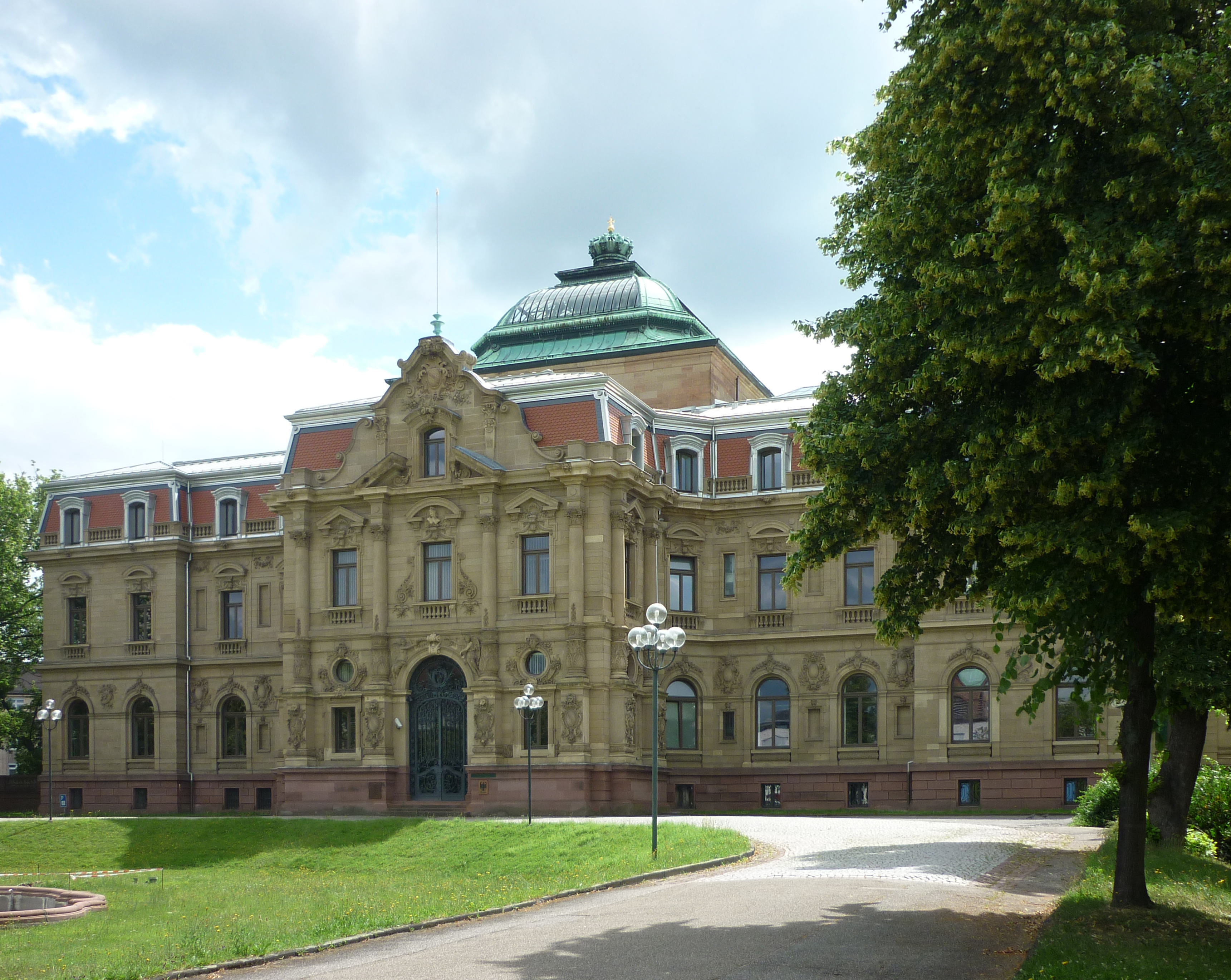
Erbgroßherzogliches Palais
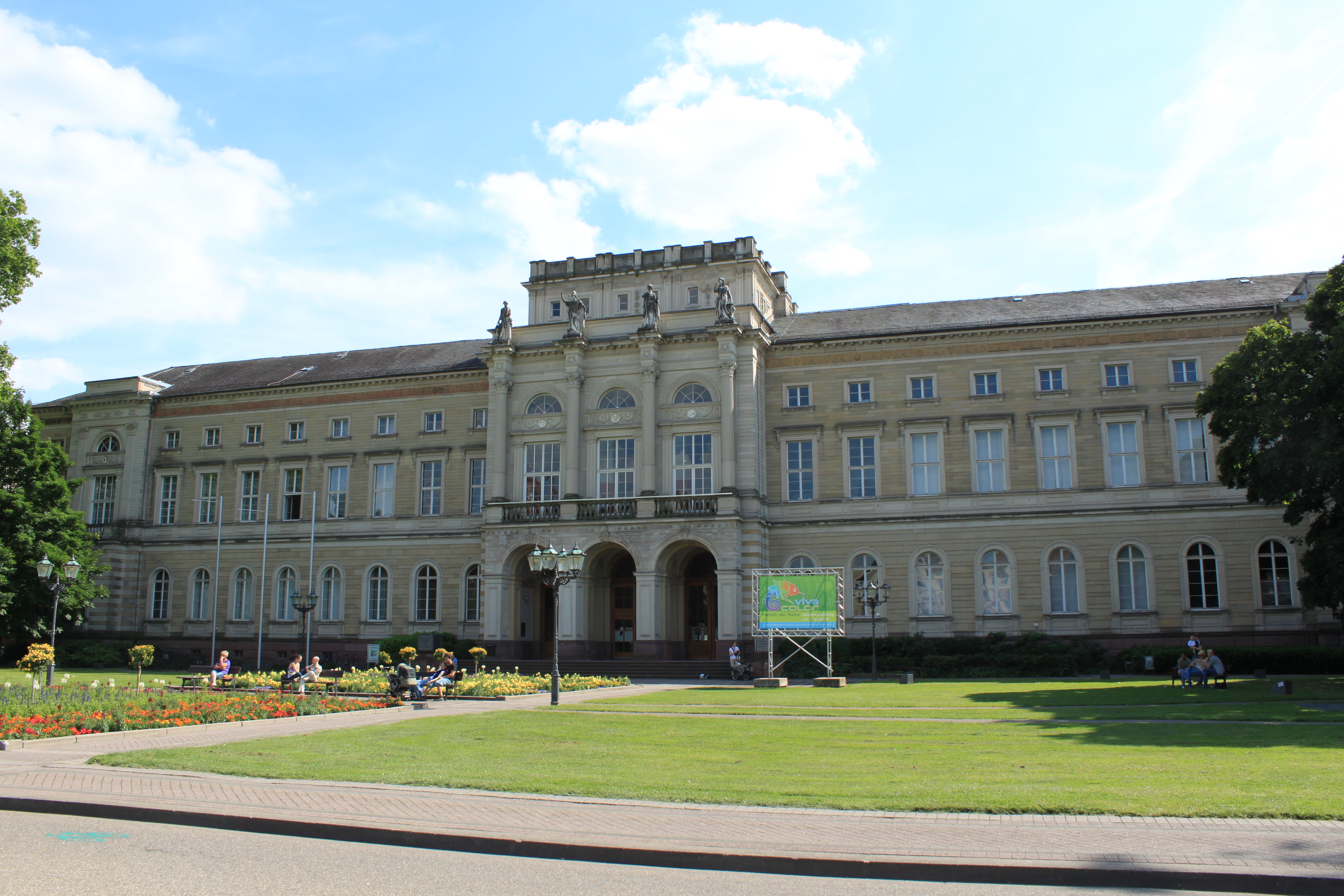
Naturkundemuseum
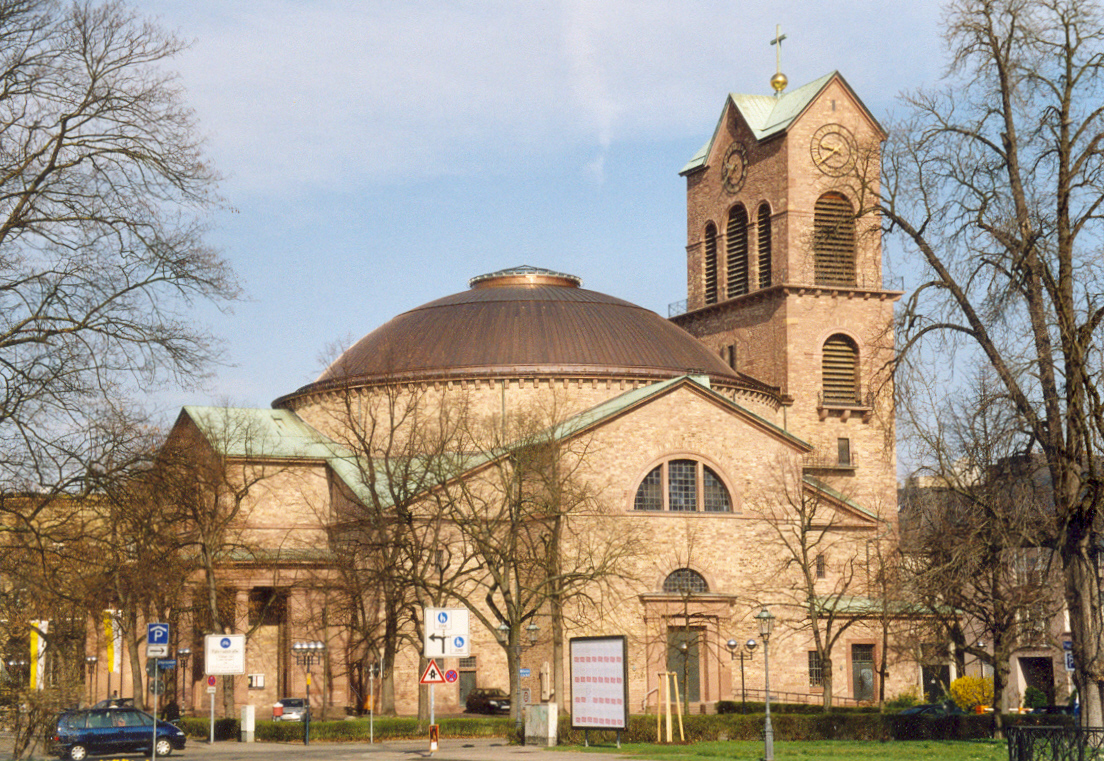
Kirche St. Stephan